# Limnocythere parascutariensis
Limnocythere parascutariensis är en kräftdjursart som beskrevs av Magali Delorme 1971. Limnocythere parascutariensis ingår i släktet Limnocythere och familjen Limnocytheridae. Inga underarter finns listade i Catalogue of Life.